# Choqok
Choqok — клиент микроблогов, входящий в среду KDE. Распространяется под лицензией GNU GPL. Название восходит к древнему персидскому слову, означающему «воробей». В 2010 и 2011 годах занял второе место среди лучших клиентов для микроблогинга по версии читателей Linux journal.

## Возможности программы
- Поддержка нескольких социальных протоколов;
- обеспечение объединённого потока всех сообщений;
- автоматическое сокращение длинных URL;
- встроенный инструмент поиска и поддержка сохранения истории поиска;
- проверка орфографии при вводе сообщения;
- интерфейс для одновременного просмотра множества потоков;
- поддержка дополнительных модулей: предварительный просмотр видео/изображений, фильтрация сообщений;
- обратный порядок сообщений;

## Поддерживаемые платформы
Choqok использует интерфейс D-Bus и поддерживает такие сервисы, как Twitter, Identi.ca, и службы Open Collaboration.